# I-368 (sous-marin)
L'I-368 (イ-368) est un sous-marin de Classe Type D (丁型/潜丁型潜水艦, Tei-gata/Sen-Tei-gata sensuikan) de la sous-classe D1 (丁型/潜輸（伊三百六十一型）, Tei-gata/Sen'yu, classe I-361) en service dans la marine impériale japonaise durant la Seconde Guerre mondiale.
Il a servi pendant la Seconde Guerre mondiale et a été converti en porte-torpilles kaiten pour les attaques suicides en janvier 1945. Il a été coulé en février 1945 alors qu'il opérait pendant la bataille d'Iwo Jima.

## Description
Les sous-marins de la sous-classe D1 étaient des sous-marins de transport à moyenne portée. La construction s'étalant entre 1943 et 1944
Ils ont un déplacement de 1 463 tonnes en surface et 2 251 tonnes en immersion. Les sous-marins mesuraient 73,5 mètres de long, avaient une largeur de 8,9 mètres et un tirant d'eau de 4,76 mètres. Les sous-marins permettaient une profondeur de plongée de 75 m et avaient un effectif de 55 officiers et membres d'équipage.
Kampon a été retenu comme fabricant des moteurs diesel Mk.23B Model 8. Pour la navigation de surface, les sous-marins étaient propulsés par deux moteurs diesel de 925 cv (680 kW), chacun entraînant un arbre d'hélice. En immersion, chaque hélice était entraînée par un moteur électrique de 600 chevaux-vapeur (441 kW). Ils pouvaient atteindre 13 nœuds (24 km/h) en surface et 6,5 nœuds (12 km/h) sous l'eau. En surface, les D1 avaient une autonomie de 15 000 milles nautiques (27 800 km) à 10 noeuds (19 km/h); en immersion, ils avaient une autonomie de 120 milles nautiques (200 km) à 3 noeuds (6 km/h).
Les sous-marins étaient armés de 2 tubes lance-torpilles internes de 53,3 cm à l'avant. Ils transportaient un torpille pour chaque tube, soit un total de 2 torpilles Type 95. Ils étaient également armés d'un canon de pont de 140 mm (L/40) Type 11e année pour le combat en surface et de 2 canons anti-aérien de 25 mm Type 96.

## Construction
Construit par l'Arsenal naval de Yokosuka au Japon, le I-368 a été mis sur cale le 15 juillet 1943 sous le nom de sous-marin de transport n°5468. Il est renommé I-368 le 25 janvier 1944 et provisoirement rattaché au district naval de Sasebo. Il a été lancé le 29 janvier 1944 et officiellement rattaché au district naval de Sasebo. Il a été achevé et mis en service le 25 août 1944.

## Historique
Le I-368 est mis en service dans la Marine impériale japonaise le 25 août 1944 et rattaché au district naval de Sasebo. Le capitaine de corvette (海軍少佐 (Kaigun-shōsa)) Nakayama Denshichi est le commandant du sous-marin. Il est affecté au 11e escadron de sous-marins pendant sa mise au point.
Le 2 novembre 1944, il est réaffecté au 7e escadron de sous-marins.
En janvier 1945, le I-368 est transformé d'un sous-marin de transport en un porte-torpilles d'attaque suicide kaiten, la transformation impliquant le retrait de son canon de pont de 140 millimètres et de sa péniche de débarquement de classe Daihatsu et leur remplacement par des équipements lui permettant de transporter cinq kaiten sur son pont,. Le 10 janvier 1945, il participe avec le sous-marin I-370 à des attaques kaiten simulées contre des cibles remorquées dans la mer intérieure de Seto qui ont duré 15 jours.
La bataille d'Iwo Jima commence le 19 février 1945 lorsque les forces américaines débarquent sur Iwo Jima. Les débarquements s'étant produits plus tôt que ne l'attendaient les Japonais, ils ordonnèrent au I-368 de cesser prématurément son entraînement et formèrent le groupe Kaiten Chihaya, composé du I-368, du I-370 et du sous-marin I-44, avec ordre de se rendre dans les eaux au large d'Iwo Jima et d'y attaquer les navires américains. Le 20 février 1945, le I-368 devient le premier transporteur de kaiten à faire route vers Iwo Jima, au départ de la base de kaiten de Hikari.
Le I-368 était à l'arrêt en surface, à 35 milles nautiques (65 km) à l'ouest d'Iwo Jima, à 3h05 le 26 février 1945, lorsqu'un bombardier torpilleur Grumman TBM-1C Avenger de l'escadron composite 82 (VC-82) de l (l'US Navya marine américaine), opérant depuis le porte-avions d'escorte USS Anzio, le détecte sur son radar. Le Avenger revient et largue une balise lumineuse à flotteur et des bouées soniques, suivies d'une torpille acoustique de guidage Mark 24 "Fido". À 3h38, la tour de contrôle du I-368 a brièvement fait surface près de la balise lumineuse à flotteur, mais il a rapidement plongé à nouveau.Un autre Avenger arrive sur les lieux et largue d'autres bouées soniques et une autre "Fido", qui coule le I-368 à la position géographique de 24° 43′ N, 140° 37′ E. Les 86 hommes à bord ont tous été perdus.
Le 6 mars 1945, les Japonais ont ordonné au I-368 de rentrer au Japon, mais il n'a jamais accusé réception de cet ordre.
Le 14 mars 1945, la marine impériale japonaise déclare que le I-368 est présumé perdu corps et biens au large d'Iwo Jima, bien qu'il ait néanmoins été officiellement transféré du 7e escadron de sous-marins vers la 15e division de sous-marins lorsque le 7e escadron de sous-marins a été désactivé le 20 mars 1945.
Il a été rayé de la liste de la marine le 10 avril 1945.